# Nadja Auermann
Nadja Auermann (ur. 19 marca 1971 w Berlinie Zachodnim) – niemiecka modelka.

## Życiorys
Nadja Auermann jest córką dwojga bankierów, którzy rozwiedli się w 1984 r. W wieku 13 lat Nadja wyróżniała się wśród rówieśniczek wyjątkowo długimi nogami, wtedy to starsza siostra zasugerowała jej karierę modelki. W 1989 r. Nadja ukończyła szkołę średnią i przez kilka lat pracowała jako kelnerka. W roku 1990 przyjechała do Paryża i podpisała kontrakt z agencją modelek Karins, a rok później zawarła umowę z agencją Elite Model Management.
W 1992 roku razem z Beverly Peele wystąpiła w teledysku George’a Michaela Too Funky. Pierwszy sukces odniosła w 1993 r., kiedy zafarbowała włosy na platynowy blond. Wielokrotnie jej twarz zdobiła okładki międzynarodowych wydań magazynu Vogue: czterokrotnie niemieckie wydanie, trzykrotnie brytyjskie, włoskie i francuskie wydanie oraz raz amerykańskie. Odbyła również wiele sesji zdjęciowych dla międzynarodowych wydań: Harper’s Bazaar, Marie Claire, Elle. Jako jedyna modelka pojawiła się jednocześnie na okładkach dwóch najpopularniejszych amerykańskich magazynów mody – Vogue i Harper’s Bazaar. W 1995 roku jej zdjęcia pojawiły się w kalendarzu Pirelli.
Przez wiele lat była związana z domami mody: Chanel, Christian Dior, Dolce & Gabbana. Współpracowała również z Thierrym Muglerem, Valentino, Jeanem-Paulem Gaultierem i Viktorem & Rolfem. Brała udział w kampaniach reklamowych, m.in.: Chanel, Prada i Valentino.
W 1997 roku urodziła córkę, której ojcem jest Olaf Björn. Dwa lata później wyszła za mąż za niemieckiego aktora Wolframa Grandezke, tego samego roku urodził się ich syn, a kilka lat później para rozwiodła się.
W 2003 r. ukazały się jej perfumy o nazwie „Nadja Auermann”